# Samer Issawi
Samer Tariq Issawi (* 16. Dezember 1979 in Issawiyeh, nordöstlich von Jerusalem) ist Palästinenser und Mitglied der Gruppe Demokratische Front zur Befreiung Palästinas.

## Leben
Am 15. April 2002 wurde er von der israelischen Armee in Ramallah während der Invasion mehrerer Städte im Westjordanland durch die "Operation Defensive Shield" verhaftet. Samer wurde der Besitz von Waffen und Bildung militärischer Gruppen in Jerusalem vorgeworfen, wofür er zu 26 Jahren Haft verurteilt wurde.
Fast zehn Jahre später, im Oktober 2011, wurde Samer mit 1.027 palästinensischen Gefangenen im Zuge einer durch Ägypten vermittelten Vereinbarung zwischen der Hamas und der israelischen Regierung im Gegenzug zur Rückkehr des Israeli Gilad Shalit entlassen.
Am 7. Juli 2012 wurde er aufgrund von Verletzung der Bedingungen seiner Freilassung erneut verhaftet. Samer wurde zu einer Haft von 8 Monaten verurteilt, was eine mögliche Wiederherstellung seiner ursprünglichen Strafe von 26 Jahren enthält.
Am 1. August 2012 trat Issawi in einen Hungerstreik. Am 7. Januar 2013 fand ein durch den palästinensischen Aktivisten Hala Numan organisierter Protest in Washington, D.C. zur Unterstützung Issawis statt. Durch ein Schreiben an den UN-Generalsekretär Ban Ki-Moon und eine im Februar 2013 begonnene Öffentlichkeitskampagne versucht Mahmoud Abbas, Präsident der Palästinensischen Autonomiebehörde, das Bewusstsein über den Zustand Samer Issawis und drei weiterer, in Hungerstreik getretener Gefangener zu erhöhen und gegen die Tatsache, dass sie ohne Schuldspruch im israelischen Gefängnis sitzen, zu protestieren.
Im Dezember 2013 kündigte Israel an, Samer Issawi aus der Haft zu entlassen.